# مودي بيطار
مودي بيطار صحافية وناقدة لبنانية.

## عن حياتها
عملت في صحيفة «النهار» اللبنانية في أقسام الطلاب والتحقيقات وتغطية الحرب والنقد الأدبي، ونشرت قصص قصيرة في الصحيفة نفسها ولقد عينت مسؤولة عن صفحة الأسرة في صحيفة «الحياة» في لندن وكاتبة مقال في مجلة «الوسط» التي صدرت عن دار الحياة تعتبر ناقدة للأدب العربي والغربي، وكاتبة زاوية عن الثقافة الغربية في «الحياة» منذ العام 2000 حتى الآن.